# František Michálek Bartoš
František Michálek Bartoš, křtěný František Josef Vincenc (5. dubna 1889, Rychnov nad Kněžnou – 12. května 1972, Praha), byl český historik, archivář a vysokoškolský pedagog. Po vzoru svého učitele Václava Novotného nalezl uplatnění na poli dějin husitství, kde navázal na Rudolfa Urbánka, a naopak platil za největšího oponenta pojetí husitství, jak ho zastával Josef Pekař. Jeho dílo se vyznačuje širokým záběrem, ale někdy jistou nedůsledností a nesystematičností. Od roku 1931 působil jako profesor českých dějin na Husově československé evangelické fakultě bohoslovecké, po roce 1950 na Komenského evangelické bohoslovecké fakultě v Praze. Od 8. ledna 1930 byl mimořádným členem Královské české společnosti nauk, 9. dubna 1946 se stal řádným členem České akademie věd a umění. Byl členem i zahraničních učených společností: American Medieval Academy (USA), Royal Historical Society (Velká Británie).

## Život
Narodil se 5. dubna 1889 jako František Bartoš (Michálková bylo jméno jeho manželky za svobodna, které přijal později) v Rychnově nad Kněžnou v katolické rodině c. k. okresního hejtmana. Po smrti otce v roce 1894 se rodina odstěhovala Turnova, kde Bartoš navštěvoval obecní školu. Ministroval v kostele, četl s nadšením životy svatých, chtěl se stát misionářem a skončit smrtí mučednickou. V době hilsneriády ztropil spolu s kamarády výtržnost („kočičinu") židovskému obchodníkovi.
V roce 1900 začal studovat na gymnáziu v Mladé Boleslavi, v roce 1905 odešel do Prahy a byl přijat do sexty gymnázia na Vinohradech. V Praze nastal zásadní zlom v jeho smýšlení. Z Mladé Boleslavi odcházel jako věřící katolík s přáním bojovat proti Masarykovi na obranu církve. Na vinohradském gymnáziu se však záhy stal vášnivým masarykovcem. Přestal věřit v posvátnost evangelií a ztratil i víru v božství Ježíše Krista; matrikovým katolíkem však ještě formálně zůstal.
Po maturitě v roce 1908 studoval na Karlově univerzitě obor zeměpis–historie u Jaroslava Golla, Kamila Krofty a Václava Novotného; později také ve Freiburgu u Heinricha Finkeho. V roce 1912 obhájil v Praze doktorskou práci K počátkům Petra Chelčického (PhDr.). Mezi lety 1914–1917 pracoval jako asistent v knihovně Národního muzea. Hned po převratu v roce 1918 vystoupil z katolické církve a počátkem roku 1919 byl přijat do Českobratrské církve evangelické.
V letech 1915–1931 učil v Praze na střední škole (zkušební rok před tím v Turnově). Již v roce 1922 se habilitoval na Husově československé evangelické fakultě bohoslovecké, kde byl roku 1931 jmenován mimořádným a v roce 1937 řádným profesorem českých dějin. Po rozdělení fakulty na Husovu a Komenského (1950) působil na Komenského evangelické bohoslovecké fakultě, a to až do roku 1960, kdy odešel do důchodu. V roce 1956 mu Československá akademie věd propůjčila vědeckou hodnost doktora historických věd (DrSc.).
Politicky byl F. M. Bartoš původně organizován v Československé sociální demokracii. Po jejím sloučení s KSČ podepsal v červnu 1948 přihlášku do komunistické strany. Z KSČ vystoupil v roce 1950.
V roce 1968 mu Československá akademie věd udělila zlatou oborovou plaketu F. Palackého za zásluhy ve společenských vědách.
Zemřel 12. května 1972 v Praze.

## Dílo
Bartoš se věnoval se především bádání o reformaci a husitském hnutí, ve kterém navazoval na dějinné koncepce Františka Palackého a T. G. Masaryka. Ostře se střetával s pojetím českých dějin u Josefa Pekaře, vůči kterému hájil husitství jako jeden z duchovních i mravních vrcholů českých dějin. Z předhusitského období ho zaujala otázka staročeského překladu bible, satiry Hradeckého rukopisu a z pozdějšího období se věnoval především Josefu Dobrovskému a problematice Rukopisů. Vyvrcholením Bartošova díla jsou 3 monografie, které byly zařazeny do prestižní Laichterovy edice České dějiny (jako díl II., svazek 6., 7. a 8.): Čechy v době Husově 1378 – 1415 (1947), Husitská revoluce I. Doba Žižkova 1415 – 1426 (1965) a Husitská revoluce II. Vláda bratrstev a její pád 1426 – 1437 (1966).

## Výběrová bibliografie
- Světec temna (1921)
- Jan Žižka z Trocnova (1924)
- Do čtyř pražských artikulů (1925)
- Literární činnost M. Jakoubka ze Stříbra (1925)
- Z Husových a Žižkových časů (1925)
- Soupis rukopisů Národního musea (2 sv. 1926–1927)  Archivováno 24. 5. 2011 na Wayback Machine. Archivováno 24. 5. 2011 na Wayback Machine.
- Literární činnost J. Rokycany, J. Příbrama a P. Payna (1928)
- Husitství a cizina (1931)
- Manifest města Prahy z doby husitské (1932)
- Lipany (1934)
- Prokop Veliký (1934)
- O Husa a o Husovi (1935)
- Rukopisy (1936)
- Listy profesoru F. Marešovi o RKZ (1937)
- Co víme o Husovi nového (1939)
- O kalich (1939)
- Knihy a osudy (1939)
- Obrázky z našich dějin (1940)
- Poslední Lucemburkové v Čechách (1940)
- Několik postav z českých dějin (1941)
- Bojovníci a mučedníci (1946)
- České dějiny II/6. Čechy v době Husově 1378 – 1415. Praha: J. Laichter, 1947, 515 s.
- Literární činnost M. Jana Husi (1948)
- Kdo je František Palacký (1948)
- Knihy a zápasy (1948)
- Světci a kacíři (1949)
- Přehled předhusitských postil (1950)
- Nový falešný a přece pravý Komenský (1950)
- Postila pražského husity z doby revoluce (1951)
- Nový sborník spisů Chelčického a jiná husistika v Pešti (1951)
- Z dějin kaple Betlemské (1951)
- Hus a česká bohoslužba (1952)
- Nová postila M. Jana Rokycany (1952)
- Jakoubkova Betlémská postila z prvního roku revoluce 1419–20 (1952)
- Dobrovského pojetí husitství a reformace (1954)
- Petr Chelčický' (1958)
- České dějiny II/7. Husitská revoluce I. Doba Žižkova 1415 – 1426. Praha: Nakladatelství Československé akademie věd, 1965, 236 s.
- České dějiny II/8. Husitská revoluce II. Vláda bratrstev a její pád 1426 – 1437. Praha: Academia, nakladatelství Československé akademie věd, 1966, 263 s.
- Vzpomínky husitského pracovníka (1970)

Podrobnější soupis prací F. M. Bartoše je k dispozici na webu Evangelické teologické fakulty:

- Samostatné publikace a autorská spoluúčast : dostupné online Archivováno 23. 7. 2015 na Wayback Machine.
- Články z let 1914 – 1978 : dostupné online Archivováno 23. 7. 2015 na Wayback Machine.
- Recense a zprávy : dostupné online  Archivováno 23. 7. 2015 na Wayback Machine.